# ليون كاريه
ليون كاريه (بالفرنسية: Léon Carré)‏ هو رسام ورسام توضيحي فرنسي، ولد في 23 يونيو 1878 في غرانفيل في فرنسا، وتوفي في 2 ديسمبر 1942 في الجزائر في الجزائر.